# Экспофорум
Экспофо́рум — конгрессно-выставочный центр в Санкт-Петербурге. Основан в 2014 году для замены морально и технически устаревшего комплекса «Ленэкспо» на Васильевском острове. Современная и крупная площадка международного уровня, которая позволяет проводить мероприятия любого формата и масштаба: выставки, конгрессы, конференции, форумы, спортивные и культурно-развлекательные мероприятия и т. д.

## Расположение и характеристики
Находится в местности Пулково на Пулковских высотах в историческом районе Пулковское в юго-западной части посёлка Шушары в составе Пушкинского района Санкт-Петербурга. К северу от выставочного комплекса проходит Петербургское шоссе города Пушкина. Неподалёку в прилегающем историческом районе Дальняя Рогатка расположена Пулковская обсерватория, вокруг которой в середине XX века была создана зона защиты от засветки и застройки, однако в начале XXI века территория активно застраивается. Также рядом с объектом прошла открытая в 2019 году платная скоростная автотрасса «Нева», ближайший выезд на которую ещё не построен и одновременно является выездом к аэропорту.

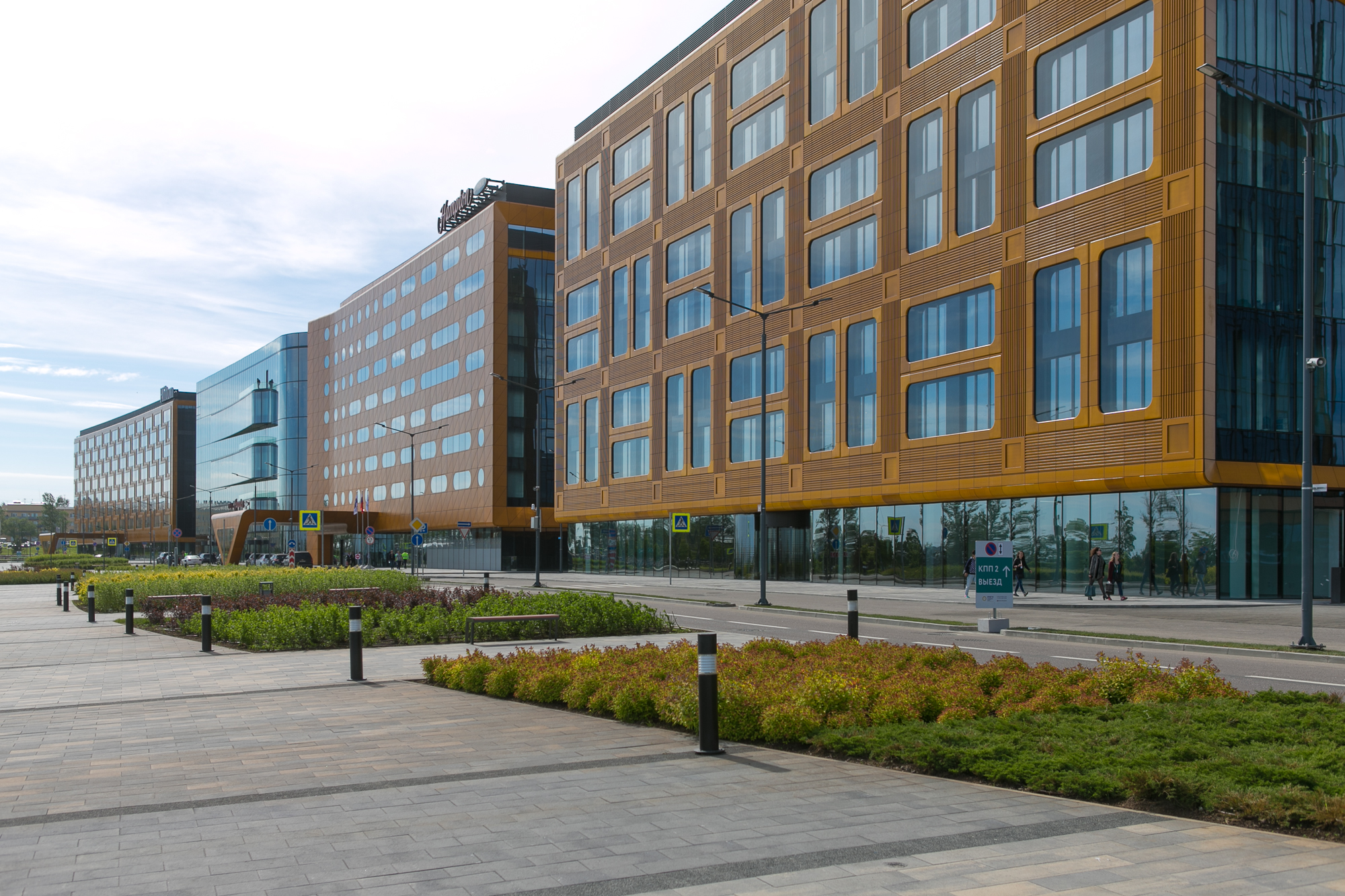
Вид с Петербургского шоссе

Объект расположен на территории 56 Га, имеет три павильона, конгресс-центр. На территории конгрессно-выставочного центра также находятся 2 гостиницы сети Hilton, 2 бизнес-центра «Газпром Межрегионгаз», три вертолётные площадки, таможенно-логистический комплекс, кафе, рестораны, стационарные и мобильные гардеробы, медицинский центр, комната матери и ребёнка. На территории действует церковь Смоленской иконы Божией Матери — реконструкция исторического Пулковского храма, фрагменты фундамента которого были обнаружены при планировании строительства комплекса. Утраченный в годы войны храм, построенный в XVIII веке Джакомо Кваренги по редкому для России двухколоколенному типу, воссоздан по сохранившимся чертежам и рисункам зодчего. В 2011 году в основание церкви была помещена капсула с посланием потомкам. Авторами-разработчиками концепции и архитектурного дизайна «Экспофорума» выступили известные архитектурные бюро — «Герасимов и партнеры», NPS Tchoban voss, «Чобан и партнеры» и ООО «Проектсервис».

### Параметры

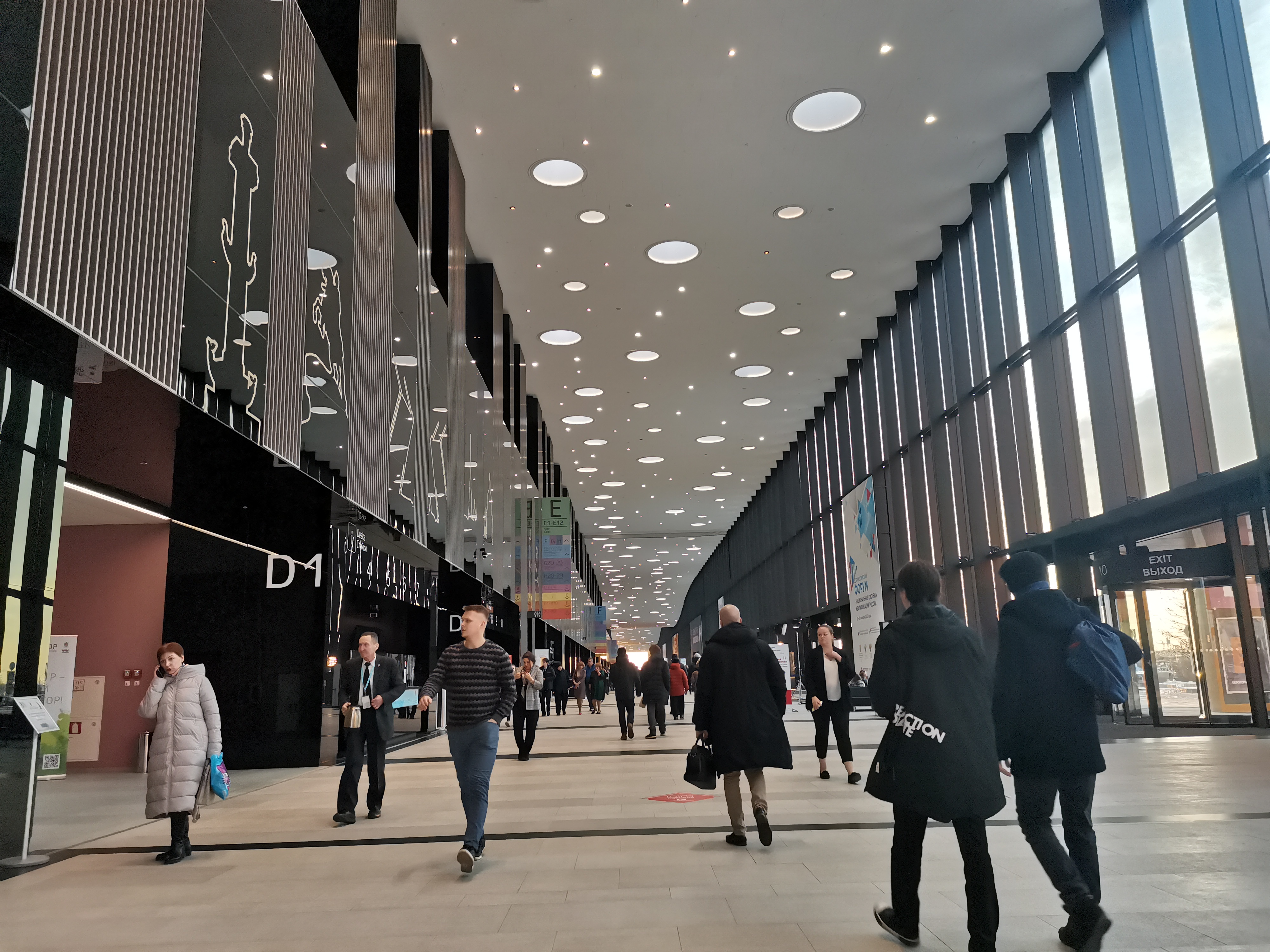
Вид изнутри

- Конгресс-центр с вместимостью 10 000 человек;
- Площадь закрытых выставочных площадей 50 тыс. м², открытых — 40 тыс. м²;
- 4700 парковочных мест напротив входов в павильоны и конгресс-центр;
- Выставочная площадь павильона — 13 114 м²;
- 35 конференц-залов общей вместимостью 10 000 человек, пресс-центр (1150 м²).

## История

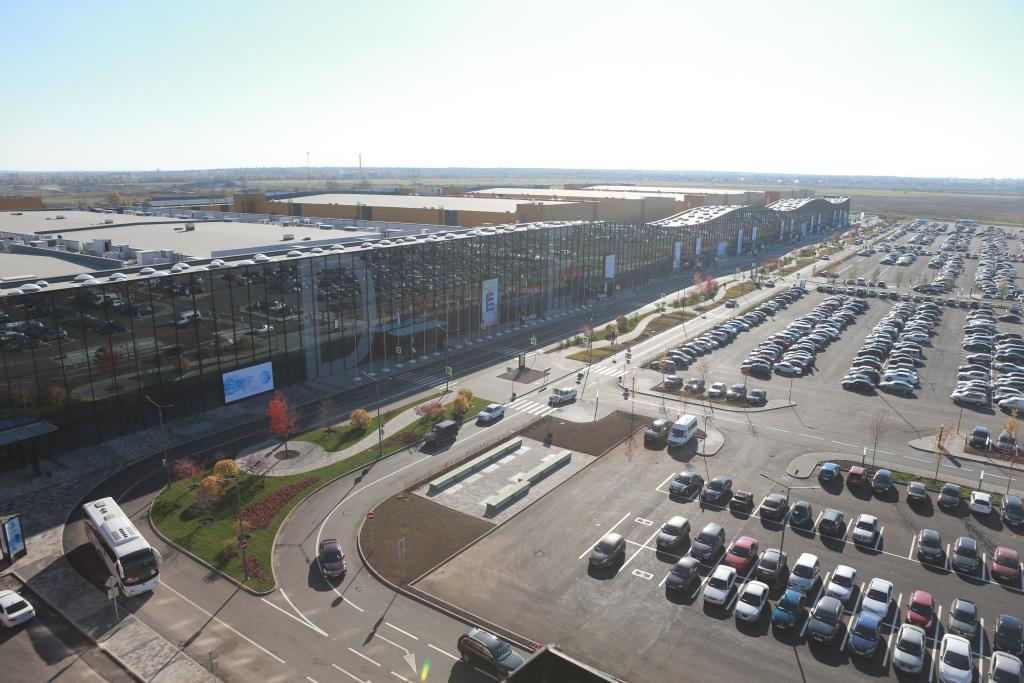
Вид на павильоны и парковку

- 9 февраля 2007 года правительство Санкт-Петербурга и компания «Газпром» подписали соглашение о сотрудничестве и взаимодействии для реализации проекта.
- 18 января 2008 года создано ЗАО «ЭкспоФорум».
- 1 ноября 2011 года ЗАО «ЭкспоФорум» подписало пакет договоров с ОАО «Ленэкспо», после чего весь портфель выставок, а также аренда выставочного комплекса «Ленэкспо» перешли к ЗАО «ЭкспоФорум».
- 23 ноября 2011 года председатель правления ОАО «Газпром» А. Б. Миллер и губернатор Санкт-Петербурга Г. С. Полтавченко установили первую сваю в основание будущего объекта.
- 1 октября 2013 года завершилась реструктуризация бизнеса ЗАО: строительная деятельность осталась в компетенции ЗАО «ЭкспоФорум», задачи организации выставочных, деловых и культурно-массовых мероприятий, а также управление выставочными площадями, перешли к ООО «ЭкспоФорум-Интернэшнл». С 2014 года «ЭкспоФорум-Интернэшнл» является оператором конгрессно-выставочного центра «Экспофорум».
- Открытие состоялось 7 октября 2014 года при участии Полтавченко и Миллера.
- В марте 2016 года Министерство спорта РФ внесло «Экспофорум» во Всероссийский реестр объектов спорта, с этого момента на площадке могут проходить соревнования по 77 видам спорта. Размеры каждого павильона сравнимы с двумя футбольными полями, они построены без колонн, есть возможность установки мобильных трибун на 2016 посадочных мест.
- В мае 2016 года в комплексе открылся конгресс-центр, в который входят 35 конференц-залов общей вместимостью 10 000 человек, пресс-центр (1150 м2), панорамный ресторан на 7 этаже на 256 посадочных мест.

## Мероприятия
- Первым мероприятием, проведённым на объекте, стал Петербургский международный газовый форум[3].
- В 2016 году в новый комплекс из «Ленэкспо» переехал ежегодный Петербургский международный экономический форум (ПМЭФ), собравший более 12 000 участников из 133 стран. Прежде ПМЭФ ежегодно проводился в «Ленэкспо».

## Экспофорум как съемочная площадка
«Экспофорум» регулярно становится натурой для киносъемок. Осенью и зимой 2013 года на территории строящегося комплекса проходили съемки нескольких масштабных сцен фильма «Под электрическими облаками» режиссёра Алексея Германа-младшего. Территория комплекса послужила декорациями к фильму, значительная часть которого повествует о высоких образцах современной архитектуры европейского образца. Картина, снятая компанией «Метрафильмс» совместно с киностудией «Ленфильм» при содействии Министерства культуры РФ, вошла в основную конкурсную программу 65-го Берлинского кинофестиваля и получила «Серебряного медведя» за выдающиеся достижения в области киноискусства.
В сентябре 2016 года кинокомпания «Птица Фильм» по заказу «НТВ» снимала в КВЦ остросюжетный детектив в 16 сериях «Обратный отсчёт». Съемочный период длился с июля до ноября, для съемок были задействованы стойки регистрации и уличная территория — парковка и подъезд к отелю Hampton by Hilton St. Petersburg.